# 砿泉街道
砿泉街道（こうせんがいどう）は、広州市越秀区の街道。現行行政地名は砿泉街道機山巷社区、砿泉街道沙涌南社区などの社区14個がある。

## 地理
広州市越秀区の北西部に位置している。

## 行政区画
14街道を管轄する。

## 施設

### 交通
・地下鉄の駅：